# Sculpture dédiée à Gou
La Sculpture dédiée à Gou est une statue de fer martelé réalisée vers 1858 par Ekplékendo Akati à Abomey, au royaume de Dahomey. Il était réduit en esclavage, dont les compagnons étaient décapités en place publique.Emportée par les troupes coloniales françaises, elle a appartenu au Musée d'Ethnographie du Trocadéro, puis au musée de l'Homme, puis au musée du quai Branly. La statue est aujourd'hui conservée au Pavillon des Sessions, antenne du musée du quai Branly située au sein des locaux du Louvre depuis 2000.

## Histoire
Réalisée par un sculpteur d’un pays voisin du royaume d’Abomey fait prisonnier puis abandonnée, l’œuvre est ramenée par un navigateur français. Elle est remise au musée de l'Homme par Eugène Fonssagrives (1858-1937), colonel d'infanterie coloniale et amateur d'archéologie, et enregistré à l'inventaire en 1894.
En 2000, il fait partie des œuvres sélectionnées par Jacques Kerchache pour être exposées au pavillon des Sessions du musée du Louvre, en fonction de leur exemplarité.
En 2016, Aurélien Agbénonci, ministre béninois des Affaires étrangères et de la Coopération, demande sa remise au Bénin.
En avril 2021, un documentaire intitulé « Dieu Gou, le retour d’une statue », le documentaire de Laurent Védrine, programmé au Festival Vues d’Afriques au Canada, se concentre sur une pièce unique, la sculpture du dieu Gou, chef-d’œuvre de l’art africain, côté symbolique « comparable à l’armure de Jeanne d’Arc », et qui ne fait pas partie des 26 pièces que la France va restituer au Bénin.

## Description

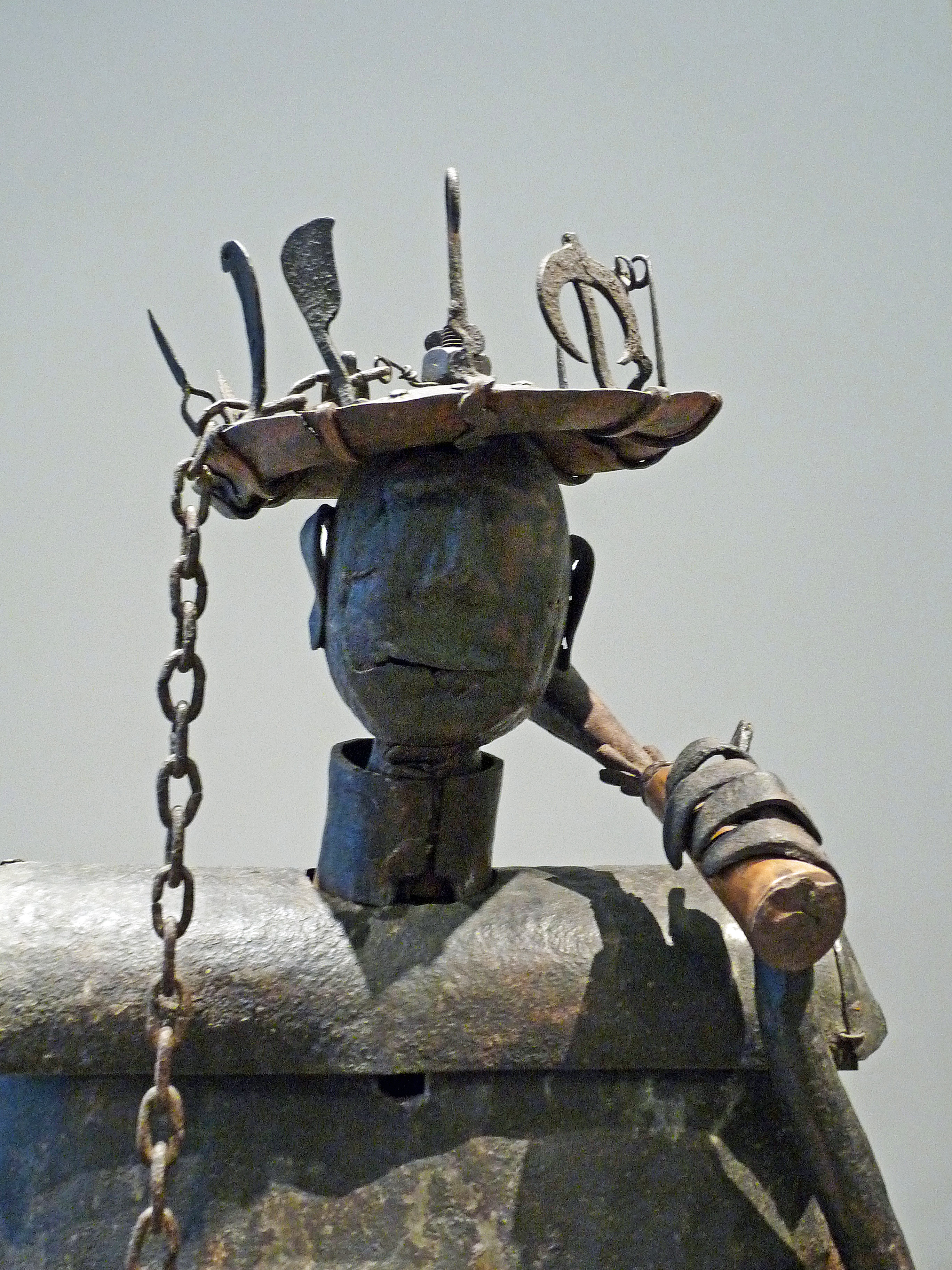
Tête coiffée d'un couvre-chef à bords relevés.

La statue est entièrement réalisée à partir de ferrailles d'origine européenne. Martelé, cloué, riveté, le fer est employé en plaques ou en barres.
Sa hauteur est de 178 cm, son poids est estimé entre 100 et 150 kg.
À la fin du XIXe siècle, c'était l'une des rares statues de fer de taille humaine en provenance d'Afrique.

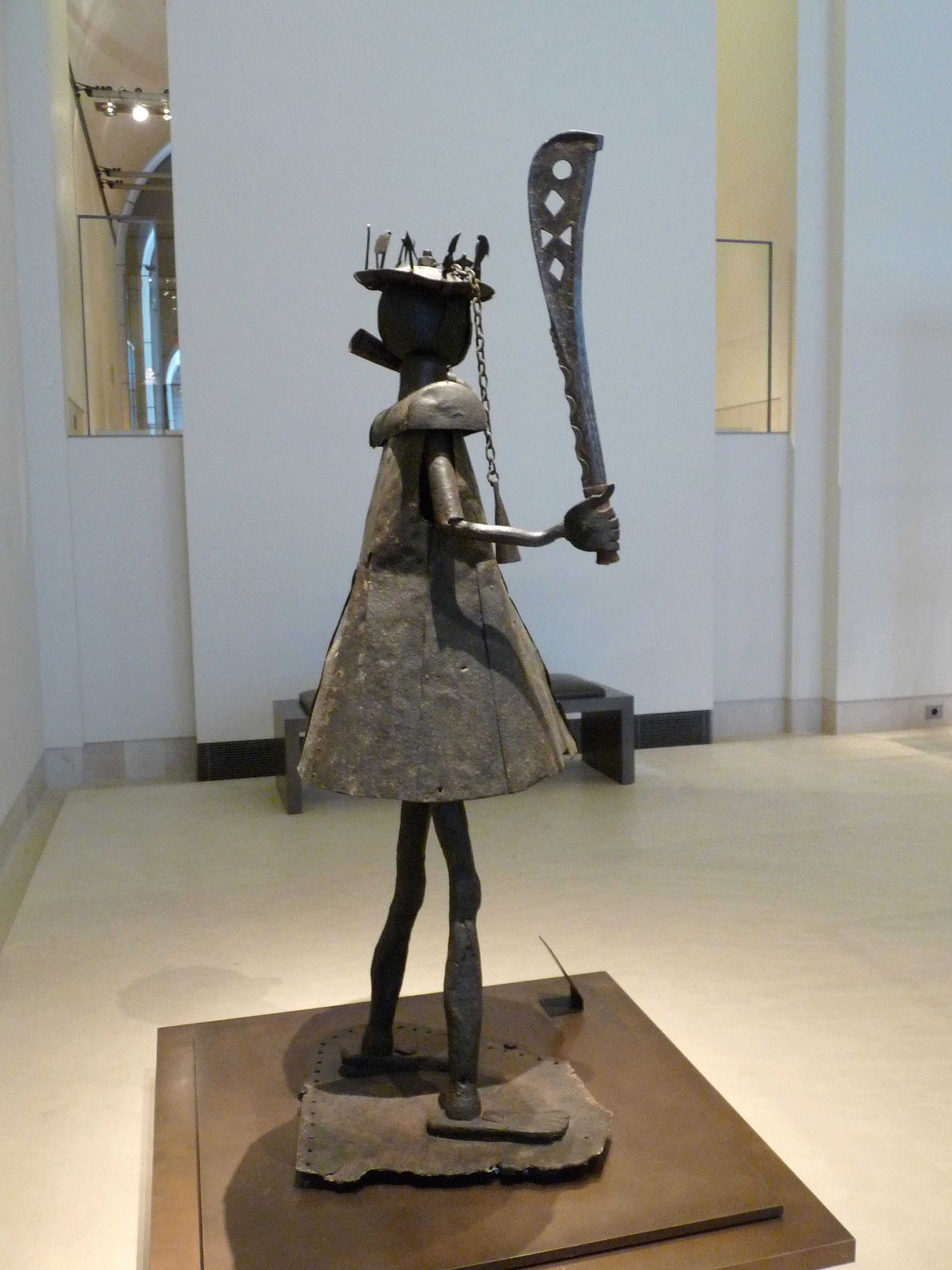
Sculpture en fer d'Akati Ekplékendo.

## Usage
La sculpture est dédiée à Gou, le dieu vodun de la guerre, de la forge et du fer, connu sous le nom de Ogun chez les Yoruba. Elle a été commandée à l'artiste pour célébrer la mémoire du roi Glélé.